# 勝田友彰
勝田 友彰（かつた ともあき、本名：勝田 達夫（かつた たつお）、1951年3月25日 - ）は、日本のテノール歌手である。文化庁芸術家国内研究員。二期会会員。有限会社トウキョウ音楽企画代表取締役。

## 略歴
- 佐賀県佐賀市出身。佐賀県立佐賀北高等学校を卒業後、国立音楽大学声楽科へ進学。1973年同校卒業。
- 1973年 - 1979年：佐賀女子短期大学にて講師を務める。
- 1979年：文化庁芸術家国内研修員。
- 1981年：二期会オペラスタジオ修了。
- 1992年：NHKドラマ新十津川物語にオペラ歌手役で出演。
- 1997年：「君に届けたい 愛のコンサート」第1回を開催[1]。
- 2004年：高野山・熊野古道　世界遺産記念コンサート出演。
- 2005年：愛・地球博（EXPO2005）に出演。
- 2011年：佐賀県音楽協会賞受賞。

## ディスコグラフィー
- 1998年：ウチュウノウサギ
- 2007年：仰げば尊し

## 参加作品
- 2011年「二期会メンバーのプリモ・ウォーモたちによる美しき日本の歌〜心の歌」
- 「千の風になって」収録。